# Fauerbach (Nidda)
Fauerbach ist ein Stadtteil von Nidda im hessischen Wetteraukreis.
An Fauerbach angrenzend sind die Stadtteile Schwickartshausen, Wallernhausen, Ober-Lais, Unter-Lais und Michelnau.

## Ortsgeschichte

### Mittelalter
Die Ersterwähnung stammt aus dem Jahre 1035. In einer Schenkung des Kaisers Konrad II. und seiner Frau Gisela von Schwaben wird der Ort genannt.
Der Ort wurde im Jahre 1347 urkundlich als Furbach (= „Feuerbach“) erwähnt. Eine Erwähnung im Jahr 1076 als „Fuirbach“ ist nicht gesichert. Der Ortsname wird als Feuer- oder Flammenbach gedeutet, abgeleitet von dem durch Eisenerzförderung rot gefärbten Bach, der durch den Ort fließt. Im Mittelalter war der Ort Gerichtsort, die Gerichtsherren die Niddaer Johanniter bis 1584.

### Neuzeit
Die Statistisch-topographisch-historische Beschreibung des Großherzogthums Hessen berichtet 1830 über Fauerbach:

„Fauerbach (L. Bez. Nidda) evangel. Filialdorf; liegt 1 St. von Nidda, hat 93 Häuser und 472 Seelen, die alle evangelisch sind. Man findet 1 Kirche, 1 Rathhaus und 106 Einwohner gehören zum Bauernstand und 9 treiben bürgerliches Gewerbe. Der Ort erscheint 1330 als ein pfälzisches Lehen.“

Nach Auflösung der Altkreises Nidda war Fauerbach ab 1874 Teil des Landkreises Büdingen.
Hessische Gebietsreform (1970–1977)
Im Zuge der Gebietsreform in Hessen fusionierten am 1. Dezember 1970 die bis dahin selbständigen Gemeinden Bad Salzhausen, Borsdorf, Fauerbach bei Nidda, Geiß-Nidda, Harb, Kohden, Michelnau, Ober-Lais, Ober-Schmitten, Ober-Widdersheim, Stornfels, Ulfa, Unter-Schmitten, Wallernhausen und die Stadt Nidda zur neuen Stadt Nidda.
Für die ehemals eigenständigen Gemeinden sowie für die Kernstadt Nidda wurden Ortsbezirke mit Ortsbeirat und Ortsvorsteher nach der Hessischen Gemeindeordnung eingerichtet.
Da 1972 der Landkreis Büdingen im Wetteraukreis aufging, befindet sich der Ort seitdem dort.

### Verwaltungsgeschichte im Überblick
Die folgende Liste zeigt die Staaten und Verwaltungseinheiten, denen Fauerbach angehört(e):
- vor 1450: Heiliges Römisches Reich, Grafschaft Nidda, Amt Nidda
  - 1450–1495: Erbstreit zwischen der Landgrafschaft Hessen und den Grafen von Hohenlohe
- ab 1450: Heiliges Römisches Reich, Landgrafschaft Hessen, Amt Nidda[13]
- ab 1567: Heiliges Römisches Reich, Landgrafschaft Hessen-Marburg, Amt Nidda, Gericht Fauerbach[14]
- 1604–1648: Heiliges Römisches Reich, strittig zwischen Landgrafschaft Hessen-Darmstadt und Landgrafschaft Hessen-Kassel (Hessenkrieg)
- ab 1604: Heiliges Römisches Reich, Landgrafschaft Hessen-Darmstadt, Amt Nidda, Gericht Fauerbach[15]
- 1787: Heiliges Römisches Reich, Landgrafschaft Hessen-Darmstadt, Oberfürstentum Hessen,, Amt Nidda und Lißberg, Gericht Fauerbach[16]
- ab 1806: Großherzogtum Hessen,[Anm. 2] Fürstentum Oberhessen, Amt Nidda[17][18]
- ab 1815: Großherzogtum Hessen, Provinz Oberhessen, Amt Nidda[19]
- ab 1821: Großherzogtum Hessen, Provinz Oberhessen, Landratsbezirk Nidda[20][Anm. 3]
- ab 1832: Großherzogtum Hessen, Provinz Oberhessen, Kreis Nidda
- ab 1848: Großherzogtum Hessen, Regierungsbezirk Nidda
- ab 1852: Großherzogtum Hessen, Provinz Oberhessen, Kreis Nidda
- ab 1867: Norddeutscher Bund,[Anm. 4] Großherzogtum Hessen, Provinz Oberhessen, Kreis Nidda
- ab 1871: Deutsches Reich, Großherzogtum Hessen, Provinz Oberhessen, Kreis Nidda
- ab 1874: Deutsches Reich, Großherzogtum Hessen, Provinz Oberhessen, Kreis Büdingen
- ab 1918: Deutsches Reich (Weimarer Republik), Volksstaat Hessen, Provinz Oberhessen, Kreis Büdingen
- ab 1938: Deutsches Reich, Volksstaat Hessen, Landkreis Büdingen[21][Anm. 5]
- ab 1945: Amerikanische Besatzungszone,[Anm. 6] Groß-Hessen, Regierungsbezirk Darmstadt, Landkreis Büdingen
- ab 1946: Amerikanische Besatzungszone, Hessen, Regierungsbezirk Darmstadt, Landkreis Büdingen
- ab 1970: Amerikanische Besatzungszone, Hessen, Regierungsbezirk Darmstadt, Landkreis Büdingen, Stadt Nidda
- ab 1949: Bundesrepublik Deutschland, Hessen, Regierungsbezirk Darmstadt, Landkreis Büdingen, Stadt Nidda
- ab 1972: Bundesrepublik Deutschland, Land Hessen, Regierungsbezirk Darmstadt, Wetteraukreis, Stadt Nidda

## Bevölkerung

### Einwohnerstruktur 2011
Nach den Erhebungen des Zensus 2011 lebten am Stichtag dem 9. Mai 2011 in Fauerbach 591 Einwohner. Darunter waren 18 (3,0 %) Ausländer.
Nach dem Lebensalter waren 96 Einwohner unter 18 Jahren, 216 waren zwischen 18 und 49, 162 zwischen 50 und 64 und 17 Einwohner waren älter. Die Einwohner lebten in 228 Haushalten. Davon 48 Singlehaushalte, 81 Paare ohne Kinder und 78 Paare mit Kindern, sowie 15 Alleinerziehende und 3 Wohngemeinschaften. In 39 Haushalten lebten ausschließlich Senioren/-innen und in 141 Haushaltungen leben keine Senioren/-innen.

### Einwohnerentwicklung
| • 1791: | 321 Einwohner                      |
| • 1806: | 349 Einwohner, 82 Häuser           |
| • 1829: | 472 Einwohner, 93 Häuser           |
| • 1867: | 474 Einwohner, 87 bewohnte Gebäude |
| • 1875: | 437 Einwohner, 87 bewohnte Gebäude |

| Fauerbach: Einwohnerzahlen von 1781 bis 2022 | Fauerbach: Einwohnerzahlen von 1781 bis 2022 | Fauerbach: Einwohnerzahlen von 1781 bis 2022 | Fauerbach: Einwohnerzahlen von 1781 bis 2022 | Fauerbach: Einwohnerzahlen von 1781 bis 2022 |
| --- | -------------------------------------------- | -------------------------------------------- | -------------------------------------------- | -------------------------------------------- |
| Jahr |                                              |                                              |                                              | Einwohner                                    |
| 1781 | 1781                                         |                                              | 321                                          | 321                                          |
| 1806 | 1806                                         |                                              | 349                                          | 349                                          |
| 1829 | 1829                                         |                                              | 472                                          | 472                                          |
| 1834 | 1834                                         |                                              | 483                                          | 483                                          |
| 1840 | 1840                                         |                                              | 474                                          | 474                                          |
| 1846 | 1846                                         |                                              | 474                                          | 474                                          |
| 1852 | 1852                                         |                                              | 475                                          | 475                                          |
| 1858 | 1858                                         |                                              | 451                                          | 451                                          |
| 1864 | 1864                                         |                                              | 469                                          | 469                                          |
| 1871 | 1871                                         |                                              | 445                                          | 445                                          |
| 1875 | 1875                                         |                                              | 437                                          | 437                                          |
| 1885 | 1885                                         |                                              | 412                                          | 412                                          |
| 1895 | 1895                                         |                                              | 434                                          | 434                                          |
| 1905 | 1905                                         |                                              | 467                                          | 467                                          |
| 1910 | 1910                                         |                                              | 473                                          | 473                                          |
| 1925 | 1925                                         |                                              | 472                                          | 472                                          |
| 1939 | 1939                                         |                                              | 446                                          | 446                                          |
| 1946 | 1946                                         |                                              | 597                                          | 597                                          |
| 1950 | 1950                                         |                                              | 587                                          | 587                                          |
| 1956 | 1956                                         |                                              | 548                                          | 548                                          |
| 1961 | 1961                                         |                                              | 515                                          | 515                                          |
| 1967 | 1967                                         |                                              | 523                                          | 523                                          |
| 1980 | 1980                                         |                                              | ?                                            | ?                                            |
| 1990 | 1990                                         |                                              | ?                                            | ?                                            |
| 1996 | 1996                                         |                                              | 671                                          | 671                                          |
| 2000 | 2000                                         |                                              | 668                                          | 668                                          |
| 2006 | 2006                                         |                                              | 662                                          | 662                                          |
| 2010 | 2010                                         |                                              | 614                                          | 614                                          |
| 2011 | 2011                                         |                                              | 561                                          | 561                                          |
| 2014 | 2014                                         |                                              | 582                                          | 582                                          |
| 2019 | 2019                                         |                                              | 614                                          | 614                                          |
| 2022 | 2022                                         |                                              | 591                                          | 591                                          |
| Datenquelle: Historisches Gemeindeverzeichnis für Hessen: Die Bevölkerung der Gemeinden 1834 bis 1967. Wiesbaden: Hessisches Statistisches Landesamt, 1968. Weitere Quellen: LAGIS; Stadt Nidda; Zensus 2011 |                                              |                                              |                                              |                                              |

### Historische Religionszugehörigkeit
| • 1829: | 472 evangelische (= 100 %) Einwohner                              |
| • 1961: | 479 evangelische (= 93,01 %), 34 (= 6,60 %) katholische Einwohner |

## Politik
Ortsvorsteher ist Manfred Bohl (Stand Januar 2021).

## Kulturdenkmäler
Siehe: Liste der Kulturdenkmäler in Fauerbach